# Gerta Ziegenbein
Gerta Ziegenbein (* 28. Juni 1913; † 20. Januar 1996 in Bad Hersfeld) war eine deutsche Agrarwissenschaftlerin. Als langjährige Leiterin des Instituts für Pflanzenzüchtung und Saatguterzeugung der Hessischen Lehr- und Forschungsanstalt für Grünlandwirtschaft und Futterbau auf dem Eichhof-Bad Hersfeld bearbeitete sie züchterische Probleme bei Futterpflanzen, prüfte die Anbauwürdigkeit von Arten und Sorten und erforschte deren Verträglichkeit gegenüber Herbiziden.

## Beruflicher Lebensweg
Gerta Ziegenbein, Tochter eines Direktors einer Landwirtschaftsschule, besuchte ab 1923 das Lyzeum und die Oberrealschule in Gummersbach. Ab 1933 studierte sie Landwirtschaft an der Universität Jena und promovierte dort 1938 bei Asmus Petersen mit einer betriebswirtschaftlichen Dissertation über die Fruchtfolgen in den Anbauzonen Thüringens. Anschließend arbeitete sie als wissenschaftliche Assistentin bei Theodor Roemer am Institut für Pflanzenbau und Pflanzenzüchtung der Universität Halle (Saale). Ab 1942 oblag ihr dort auch die technische Leitung der Pflanzenzuchtstation.
Nach 1945 war Gerta Ziegenbein als Pflanzenzüchterin bei der Klosterkammer Hannover und bei verschiedenen privaten Saatzuchtfirmen tätig. 1952 übernahm sie eine Stelle als wissenschaftliche Assistentin am Institut für Phytopathologie der Universität Göttingen. Seit 1953 leitete sie das Institut für Pflanzenzüchtung und Saatguterzeugung der Hessischen Lehr- und Forschungsanstalt für Grünlandwirtschaft und Futterbau auf dem Eichhof-Bad Hersfeld. 1965 erfolgte ihre Ernennung zur Oberregierungs-Landwirtschaftsrätin und 1969 zur Professorin. 1978 trat sie in den Ruhestand.

## Forschungsleistungen
Ein zentrales Forschungsfeld von Gerta Ziegenbein auf dem Eichhof war die Bearbeitung züchterischer Probleme bei Futterpflanzen, vor allem beim Deutschen Weidelgras und beim Persischen Klee. Im Mittelpunkt stand dabei die Selektion von Pflanzenstämmen auf Virustoleranz. Namhafte Pflanzenzuchtfirmen in Deutschland entwickelten aus diesem vorselektierten Zuchtmaterial eigenständige Sorten.
Zahlreiche andere Kleearten und Futtergräser, u. a. Alexandrinerklee, Weißklee und Goldhafer, prüfte Gerta Ziegenbein in langjährigen Versuchsreihen auf ihre Anbauwürdigkeit. Ein weiterer Forschungsschwerpunkt waren spezielle Fragen der Saatguterzeugung bei Futterpflanzen. Dabei prüfte sie in enger Zusammenarbeit mit dem Bundessortenamt und mit Pflanzenschutzfirmen vor allem die Pflanzenverträglichkeit neuentwickelter Herbizide bei der Saatgutvermehrung.
Durch ihre Forschungsergebnisse auf dem Gebiet der Herbizidprüfungen beeinflusste Gerta Ziegenbein die Weiterentwicklung von Produktionsverfahren bei Futterpflanzen. Beachtenswert hierzu ist ihr Übersichtsbeitrag in dem 1964 gemeinsam mit Ulrich Wellmann und Rolf Hübner herausgegebenen Buch Feldfutterbau als Hauptfrucht. Neue Erkenntnisse erbrachten ihre Versuche mit Wachstumsregulatoren. Durch den Einsatz von Chlorcholinchlorid (CCC) konnte im Grassamenbau die Standfestigkeit der Pflanzen nachhaltig verbessert und damit der Samenertrag deutlich erhöht werden. Ein weiterer Arbeitsschwerpunkt waren Experimente über den Einsatz von Wachstumsregulatoren bei der Anlage von Zierrasen und Äsungsflächen für das Wild.
Die Publikationsliste von Gerta Ziegenbein umfasst etwa 100 Veröffentlichungen, die meisten davon in praxisnahen Zeitschriften und in Tagungsberichten der Deutschen Landwirtschafts-Gesellschaft (DLG). Sie war Mitglied für den Bereich Pflanzenschutz im DLG-Ausschuss für Gräser, Kleearten und Zwischenfrüchte. Die Deutsche Landwirtschafts-Gesellschaft verlieh ihr 1977 die Max-Eyth-Gedenkmünze in Silber.

## Wichtigste Publikationen
- Die Fruchtfolgen in den Anbauzonen Thüringens. Diss. Mathemat.-naturwiss. Fak. Univ. Jena 1939.
- Arbeitsweise und Erfolge in der Hafer- und Gerstenzüchtung an der Pflanzenzuchtstation der Universität Halle. In: Kühn-Archiv Bd. 60, 1944, S. 440–454.
- Pflanzenschutz im Feldfutterbau (Krankheiten und Schädlinge; Chemische Unkrautbekämpfung). In: Ulrich Wellmann, Rolf Hübner und Gerta Ziegenbein: Feldfutterbau als Hauptfrucht. DLG-Verlag Frankfurt (Main) 1964, S. 120–146.
- Persischer Klee (Trifolium resupinatum L.). In: Das wirtschaftseigene Futter Bd. 11, 1965, S. 102–127.
- Gerta Ziegenbein und Uwe Simon: Herbzidanwendung im Futterpflanzen-Samenbau. Ergebnisse neuerer DLG-Versuche. DLG-Verlag Frankfurt (Main) 1966 = Arbeiten der DLG Bd. 107.
- Untersuchungen mit CCC im Grassamenbau. In: Zeitschrift für Acker- und Pflanzenbau Bd. 126, 1967, S. 179–187.